# Rolex GMT-Master
Il Rolex GMT-Master nasce dalla collaborazione di Rolex con Pan-Am Airlines, celebre compagnia aerea che negli anni cinquanta effettuava voli intercontinentali senza scalo.
Per evitare che a bordo dei suoi jet Boeing piloti e personale di volo soffrissero di jet-lag, Pan-Am espone alla maison l'esigenza di conoscere contemporaneamente l'ora locale di arrivo e quella del luogo di partenza.
È così che nel 1954 compare sul mercato il modello GMT-Master Ref. 6542 che permette la visualizzazione del secondo fuso orario grazie alla sfera aggiuntiva che, compiendo un giro completo in 24h, indica l'ora sulla specifica lunetta graduata da 0 a 24.
La Ref. 6542 ha una cassa in tre corpi di tipo Oyster garantita per un'impermeabilità di 50m, quadrante nero laccato, indici luminosi al trizio, minuteria continua, gioco sfere Mercedes con lancetta aggiuntiva dotata all'estremità di un piccolo triangolo luminoso. La lunetta graduata girevole è in bachelite e presenta gli indici delle 24 ore incisi sul lato inferiore e riempiti di materiale luminoso. Sullo stesso lato c'è anche il colore: rosso per le ore diurne e blu per quelle notturne. La lunetta in bachelite, anche se di grande impatto estetico, sarà sostituita con un più resistente inserto in alluminio.

## Specifiche

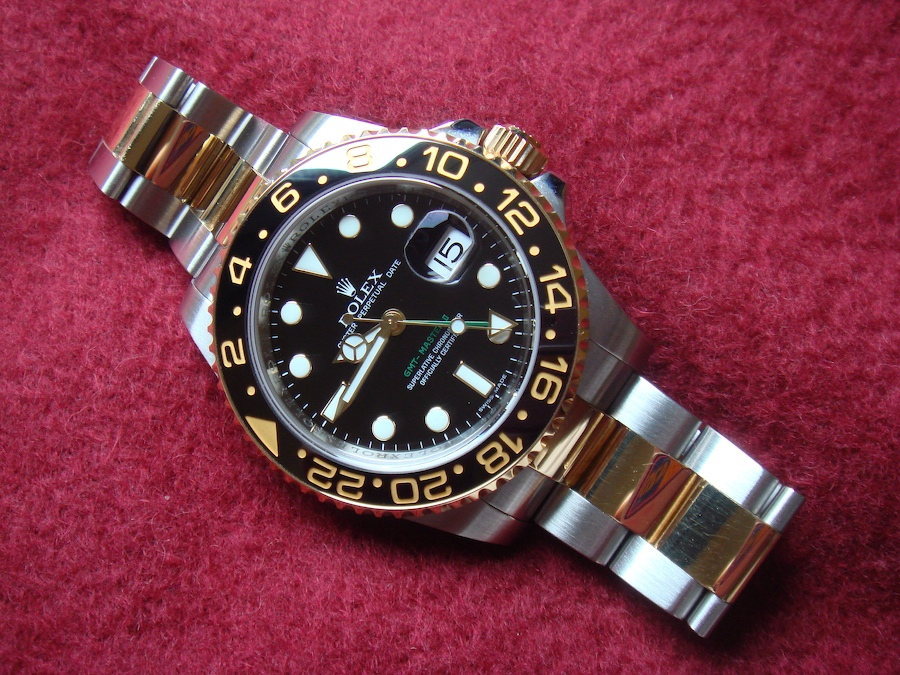
Rolex GMT Master II acciaio e oro (ref. 116713LN)

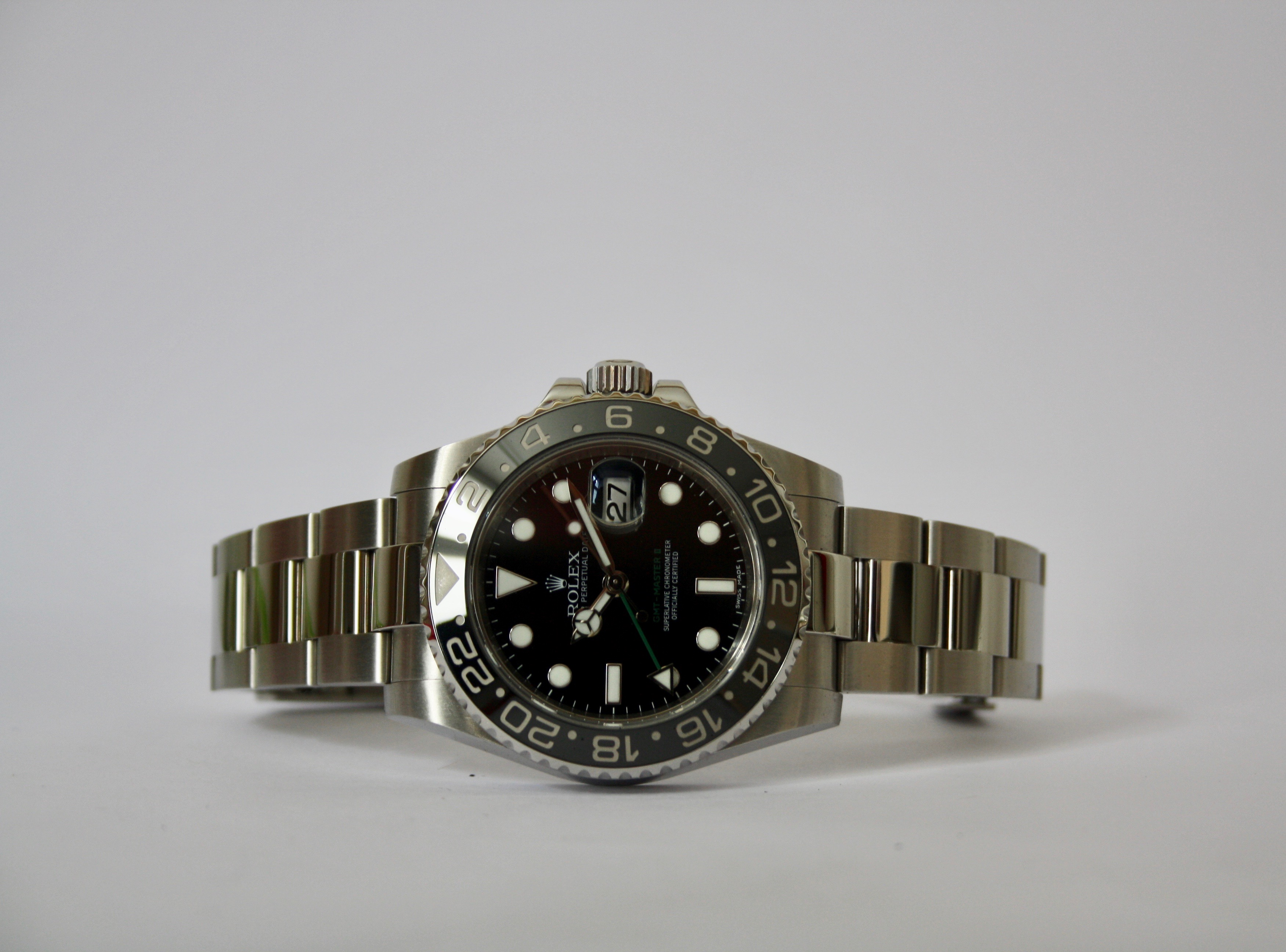
Rolex GMT Master II acciaio (116710LN)

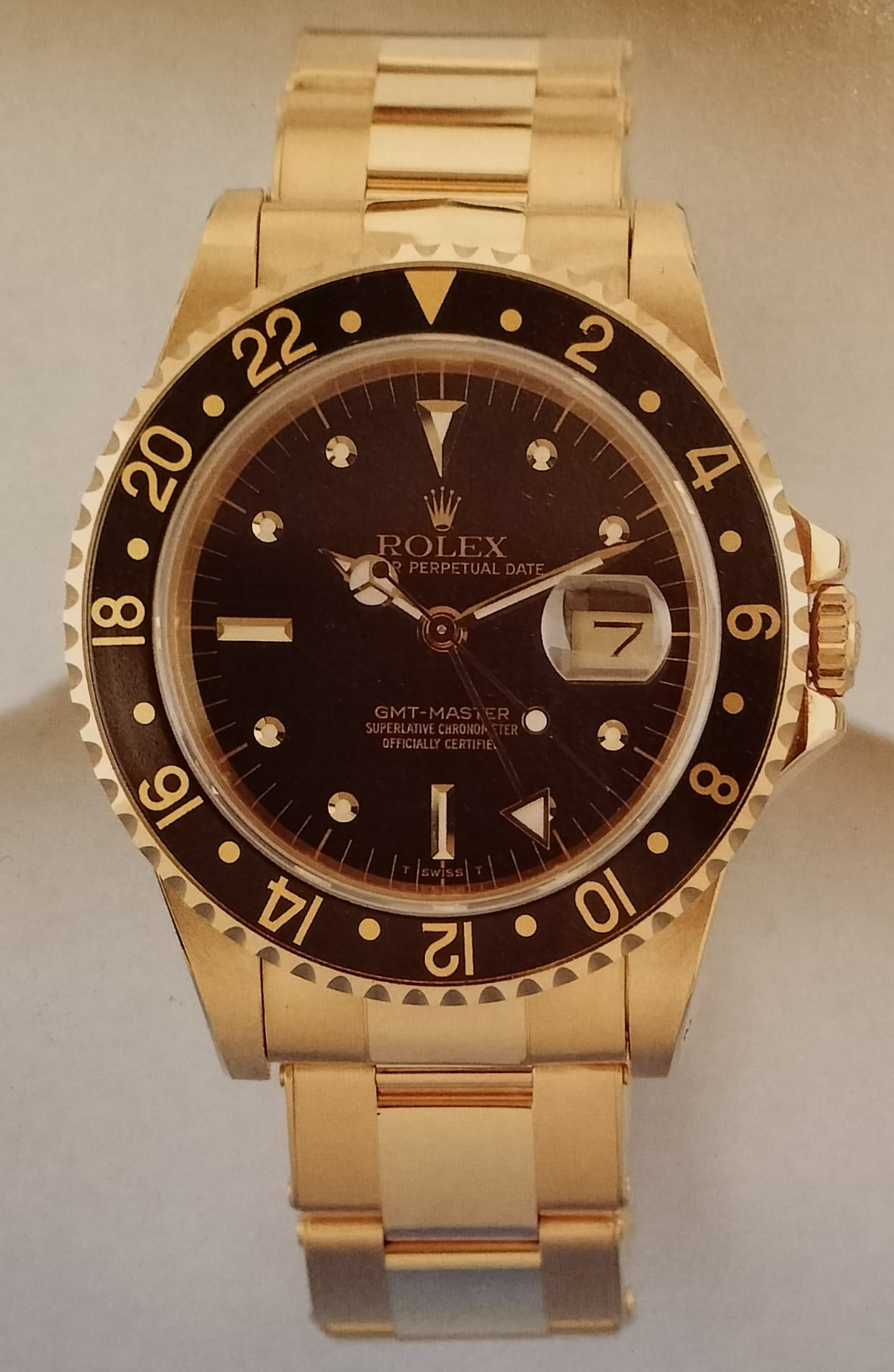
Rolex GMT Master I, anni '80. Gli indici piccoli, rotondi e a punta hanno contribuito all'appellativo di questo quadrante di "nipple dial"

A tutti i movimenti utilizzati, dal 1036 GMT ai 1065 e 1066 GMT, spetta la qualifica di cronometro, indicata dalla scritta Officially Certified Chronometer sul quadrante.
Generalmente la Ref. 6542 è disponibile in acciaio e, limitatamente, in oro giallo, con quadrante ambrato, indici applicati, gioco sfere “a foglia” e lunetta in bachelite marrone.
Nel 1959 la referenza 6542 viene sostituita, con alcuni cambiamenti, dall'esemplare 1675.
Il GMT-Master 1675 è l'unico modello sportivo che viene presentato direttamente con il bracciale Jubilée, invece del consueto bracciale Oyster.
Tra le novità introdotte ci sono le spallette a protezione della corona di carica, il nuovo movimento 1565 GMT, la lunetta ha una zigrinatura più evidente e le anse hanno un profilo più marcato.
Dopo il 1960 i nuovi modelli modificano alcune caratteristiche come il disco data con datario nero (non più rosso/nero) e la scritta sul quadrante, che diventa Superlative Chronometer Officially Certified. La minuteria è sempre continua, tranne per alcuni modelli del 1964 con raro quadrante underline, cioè senza anello della minuteria e con un trattino argentato ad ore 12 o ad ore 6.
La Ref. 1675 in oro giallo, a differenza della versione in acciaio, non ha le spallette di protezione per la corona di carica ed è disponibile con quadrante marrone, piccoli indici applicati, lunetta marrone con numeri dorati e lancette Mercedes.
Il 1964 è anche l'anno dell'introduzione di alcune novità riguardanti il modello 1675. Innanzitutto si introduce un nuovo calibro 1575 GMT, che nel 1971 avrà anche il fermo-macchina, poi la forma delle spallette di carica si fa più arrotondata e la zigrinatura della lunetta diventa meno marcata. Inoltre il quadrante è a minuteria aperta, seguendo lo stile del precedente quadrante underline. Sotto l'indice delle ore 6 la scritta SWISS diventa SWISS T < 25. Molto interessante il quadrante radiale del 1976-1977 che si differenzia dagli altri per gli indici dei minuti più lunghi e gli indici delle ore più vicini al centro del quadrante.
Altre modifiche avvengono nel 1967 quando la grafica del quadrante presenta scritte bianche su fondo nero opaco e quando i nuovi esemplari presentano una sfera delle 24h contraddistinta da un triangolo più grande e più leggibile (nella versione precedente il triangolo, detto “ freccino”, è più piccolo e luminoso).
A partire dai primissimi anni Settanta alla lunetta rosso/blu è affiancata in alternativa quella nera.
Anche i modelli in oro giallo subiscono delle modifiche, come l'aggiunta delle spallette di protezione per la corona di carica e l'introduzione del quadrante nero. Ai GMT-Master 1675 in acciaio e in oro si aggiunge anche il modello in acciaio e oro con l'aggiunta, rispetto alla similare versione in oro, di un inserto marrone/oro specifico per il quadrante “occhio di tigre”. Nel 1981 si registra l'ultimo cambiamento rilevante, l'adozione del calibro 3075 con scatto rapido del datario.
Nel 1982 viene presentata la prima referenza del GMT-Master II (la 16760), che introduce una significativa e importante innovazione rispetto al modello precedente: ora infatti è possibile regolare autonomamente la lancetta a punta di freccia rispetto a quella snowflake delle ore, e ciò permette di poter visualizzare fino a tre fusi orari differenti adoperando anche la ghiera girevole. Tutto ciò è possibile grazie all'introduzione del nuovo calibro, il Rolex 3085. La ref. 16760 introduce anche la lunetta "coke", rossa e nera. Per un periodo il GMT Master II convive con il GMT Master, prima di pensionarlo definitivamente nel 1999. L'ultima referenza di GMT Master fu infatti la 16700, prodotta dal 1988 fino al '99, che adottò il calibro Rolex 3175, montato esclusivamente su questa referenza.
Il modello Rolex GMT-Master 16750 verso la metà degli anni Ottanta rinnova il quadrante che acquista lucidità e indici “a bicchierini”, ma conserva il vetro in plexiglas. Tra le referenze a cinque cifre si segnalano: 16750 (acciaio), 16753 (acciaio/oro),16758 (oro) e 16760 (acciaio).
Nel 1988 esce di produzione la ref. 16760 (il primo GMT Master II mai realizzato) e viene sostituito, nel 1989, dalla ref. 16710, dotata di nuovo calibro Rolex 3185, più sottile.
Nel 1997 il trizio viene sostituito con il Luminova, e poi dal SuperLuminova nel 2000.
Nel 1999 il GMT Master cessa la produzione, lasciando spazio al solo GMT Master II.
Nel 2005, in occasione del cinquantesimo anniversario del primo GMT Master, Rolex ha introdotto le nuove referenze a 6 cifre dotate di ghiera ceramica (Cerachrom) 
- 116710 LN acciaio - impermeabile fino a 100 metri - vetro zaffiro - diametro 40 mm
- 116713 LN acciaio e oro giallo- impermeabile fino a 100 metri - vetro zaffiro - diametro 40 mm
- 116718 LN oro giallo 18kt - impermeabile fino a 100 metri - vetro zaffiro - diametro 40 mm,
- 116759 SARU oro bianco 18kt,
- 116759 SA oro bianco 18kt,
- 116759 SANR oro bianco 18kt,
- 116758 SARU oro giallo 18kt,
- 116758 SA oro giallo 18kt,
- 116758 SANR oro giallo 18kt.

Risale al 2013 invece il primo GMT Master II con ghiera blu e nera (cosiddetta "Batman").
Nel 2019 viene adottato per la prima volta su un GMT Master II il quadrante in meteorite.
Nel 2023 è stato introdotto un inedito GMT-Master II con corona di carica a sinistra e ghiera verde e nera (ref. 126720VTNR ribattezzata dagli appassionati "Sprite"). A partire dal 2023 è stato introdotta la nuova generazione delle referenze a 6 cifre, caratterizzata dai numeri che iniziano per 126.
- 126720VTNR: acciaio, ghiera verde e nera, corona di carica a ore 9, quadrante nero
- 126710BLNR: acciaio, ghiera blu e nera, quadrante nero
- 126710BLRO: acciaio, ghiera blu e rossa, quadrante nero
- 126713GRNR: Rolesor giallo, ghiera grigia e nera, quadrante nero
- 12718GRNR: oro giallo, ghiera grigia e nera, quadrante nero
- 126719BLRO: oro bianco, ghiera blu e rossa, quadrante blu o meteorite
- 126711CHNR: Rolesor Everose, ghiera nera e marrone, quadrante nero
- 126715CHNR: oro Everose, ghiera nera e marrone, quadrante nero

## Soprannomi modelli GMT Master e GMT Master II
- GMT-Master "Coke" (lunetta rossa e nera)
- GMT-Master "Pepsi" (lunetta rossa e blu)
- GMT Master "Root Beer" (lunetta gialla e marrone, poi nera e marrone)
- GMT Master "Batman" (lunetta blu e nera)
- GMT Master "Batgirl" (ref. 126710BLNR, lunetta blu e nera, bracciale Jubilée)
- GMT Master II "Fat Lady" (ref. 16760, per via della cassa spessa)
- GMT Master II "Sprite" (lunetta verde e nera, corona di carica a ore 9)